# Belton House
Belton House è una country house sita a Belton vicino Grantham nel Lincolnshire in Inghilterra. La mansion è circondata da un giardino percorso da vialetti che conducono ad un parco. Belton House è stata descritta come una raccolta di tutto ciò che di più bello era stato realizzato dall'architettura nello stile restaurazione, l'unico stile di architettura che l'Inghilterra aveva prodotto fin dal tempo del periodo Tudor La costruzione è normalmente indicata come il più completo esempio di tipica casa di campagna inglese tanto che la sua facciata è riportata nell'insegna che sulle autostrade britanniche indica monumenti di interesse storico. Oltre a Belton, solo Brympton d'Evercy è ritenuta come maggior esempio di perfetta casa si campagna inglese.

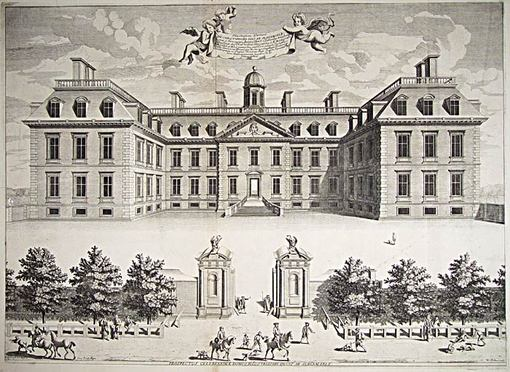
Clarendon House

La sua facciata è chiaramente ispirata alla londinese Clarendon House progettata da Roger Pratt. Clarendon House era nello stesso stile, più o meno Barocco nelle parti ornamentali, di Vaux-le-Vicomte costruita in Francia alcuni anni prima.